# Sister Cities International
Sister Cities International är ett ideellt nätverk som arbetar med att skapa och stärka banden mellan amerikanska städer, stater och counties å ena sidan, och dessas systerstäder med mera i andra länder.